# Dormido
En náutica, los dormidos de una embarcación, son la pieza de madera largas de espesor igual y forma de cuña, que juntas (unas sobre otras o como prolongación) sirven para rellenar la separación que aumenta abruptamente (después de ser constante, paralela) entre la sobrequilla (que se curva hacia arriba) y la quilla (que se mantiene horizontal) al acercarse a la proa y a la popa, respectivamente. (ing. Dead wood).

## Descripción
Los dormidos se colocan contra el codaste por la parte popal de la quilla y contra la cara interior de la roda sobre la parte proel de aquella. Todo el conjunto va empernado a la quilla.
Según corresponda a uno u otro extremo, el dormido se llama de popa o de proa.
La contraroda son los dormidos paralelos a la roda que se unen a ésta para reforzarla.
La curva coral la forma el dormido de la esquina formada entre la quilla y el codaste.
Las varengas se endentan en la quilla (separando la sobrequilla de la quilla) hasta que empiezan los dormidos, endentándose a continuación en estos.